# Piotr Mankiewicz (weteran)
Piotr Mankiewicz (ur. 7 października 1910 w Koczynówce, zm. 20 sierpnia 2016 w Nowych Bielicach) – polski działacz społeczny, mieszkaniec Sławna, podporucznik WP w st. spoczynku, inwalida wojenny, kombatant II wojny światowej znany z długowieczności. W chwili śmierci był najstarszym mężczyzną w województwie zachodniopomorskim.

## Życiorys
Urodził się 7 października 1910 we wsi Koczynówka powiat Brasław (obecna Białoruś). 3 listopada 1933 rozpoczął służbę w Wojsku Polskim w oddziałach sanitarnych. Wcielono go do 3. kadry zapasowej szpitala okręgowego w Sokółce. Przed majem 1935 był już kapralem. W tym samym roku przeszedł do rezerwy i wrócił do rodzinnej miejscowości, gdzie pracował jako krawiec. Kiedy wybuchła wojna w 1939 miał już własną rodzinę, jednak nie został zmobilizowany. W trakcie II wojny światowej został zesłany na Syberię. 5 lipca 1944 w Brasławie wcielono go do 2. Armii Wojska Polskiego. Służył w 36 pułku piechoty. W trakcie forsowania Nysy odniósł bardzo ciężkie rany – przestrzał lewej ręki (do końca życia miał niedowład kończyny). W listopadzie 1945 wyszedł ze szpitala. Osiedlił się w Żukowie (gmina Sławno), gdzie prowadził zakład krawiecki przy okazji działając społecznie. Tam w 1952 założył Spółdzielnię Krawiecką. W 1960 przybył do Sławna i podjął pracę w Spółdzielni Inwalidów. W 1975 przeszedł na emeryturę. W wieku 100 lat został uhonorowany Odznaką Honorową za Zasługi dla Związku Inwalidów Wojennych. Należał do grona najstarszych kombatantów i inwalidów wojennych w Polsce. Do śmierci był członkiem miejsko-gminnego koła ZKRPiBWP oraz oddziału Związku Inwalidów Wojennych w Sławnie. Zmarł 20 sierpnia 2016.

## Ordery i odznaczenia
- Krzyż Kawalerski Orderu Odrodzenia Polski
- Krzyż Walecznych (1945)
- Medal za Odrę, Nysę, Bałtyk
- Medal Zwycięstwa i Wolności 1945
- Odznaka Honorowa za Zasługi dla Związku Inwalidów Wojennych (2010)
- Złoty Krzyż Zasługi (2016)[2]
- Medal „Pro Patria” (2016)